# Forte Bravetta
Il Forte Bravetta è uno dei 15 forti di Roma, edificati nel periodo compreso fra gli anni 1877 e 1891.
Si trova nel suburbio S. VIII Gianicolense, nel territorio del Municipio Roma XII.

## Storia

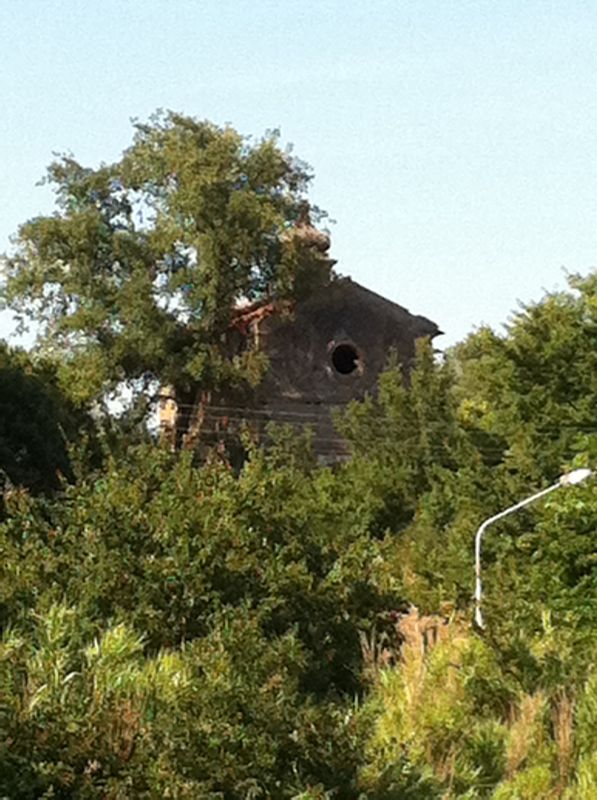
Chiesa Santa Chiara vista dal Parco dei Martiri di Forte Bravetta

Fu costruito a partire dal 1877 e terminato nel 1883, su una superficie di 10,6 ha, verso la fine di via di Bravetta, dalla quale prende il nome, fra la via Aurelia e la via Portuense, a poca distanza da Villa York e Casal Ninfeo nella Riserva naturale della Valle dei Casali, sui resti della villa romana di L. Fabio Pollione.
Durante il periodo fascista fu adibito a luogo di esecuzione delle sentenze di morte del Tribunale speciale per la difesa dello Stato. Il 17 giugno 1932 vi vennero fucilati il repubblicano Domenico Bovone e l'anarchico Angelo Sbardellotto, rei di aver progettato attentati alla vita di Mussolini.
 
Fra l'11 ottobre 1943 e il 3 giugno 1944, nel periodo dell'occupazione tedesca di Roma furono eseguite, per ordine del Tribunale militare di Guerra germanico e per mano della Gestapo di Herbert Kappler le fucilazioni di settantasette partigiani. Un monumento, posto accanto l'ingresso del forte, ricorda i martiri della Resistenza.
Tra il 1944 e il 1945 vi furono fucilati anche dei fascisti condannati a morte dall'Alta corte di giustizia per le sanzioni contro il fascismo.
In data 9 settembre 2009 il sindaco di Roma Gianni Alemanno ha inaugurato in questo luogo il "Parco dei Martiri", un nuovo giardino comunale di dieci ettari aperti al pubblico, consacrato alle vittime del nazifascismo. Nel corso della cerimonia è stato piantato un ulivo simbolo di pace donato dal Fondo Nazionale Ebraico e proveniente da Gerusalemme.
In occasione della riapertura al pubblico avvenuta nel giugno 2011, si è ricordata la decisione di instaurare negli edifici del forte un "Museo della Memoria".